# Progresie geometrică
O progresie geometrică este o serie în care (începând de la al doilea membru) raportul dintre orice membru și membrului precedent este constant. Acest raport se mai numește coeficient. Semnul ei uzual este q.
Denumirea acestei progresii provine de la proprietatea oricărui număr din șir (cu excepția capetelor) de a fi egal cu media geometrică a celor doi vecini ai săi (cu condiția ca termenii șirului să fie numere pozitive).

## Progresii geometrice
Tipic pentru progresiile geometrice este faptul că raportul dintre oricare doi termeni consecutivi este constant. Sunt de forma {\displaystyle a_{1},a_{2},{\text{ ...}},a_{k},{\text{ ...}}}, adică {\displaystyle a_{1},a_{1}\cdot q,{\text{ ...}},a_{k-1}\cdot q}, unde sunt relațiile:
{\displaystyle a_{k}=a_{1}\cdot q^{k-1}} (formula generală);
{\displaystyle a_{k}=a_{k-1}\cdot q} (formula recurentă);
{\displaystyle |a_{k}|={\sqrt {a_{k-i}\cdot a_{k+i}}}},
Acesta din urmă arată că membrul cu indice k al seriei geometrice este media geometrică a membrilor cu indicii  "k + i"  și "k − i", cu {\displaystyle i\in \mathbb {N} }.
{\displaystyle q={\dfrac {a_{n}}{a_{n-1}}}}.
În relațiile de mai sus {\displaystyle k} este rangul (poziția) termenului {\displaystyle a_{k}} în șir ({\displaystyle k\in \mathbb {N} ^{*}}), {\displaystyle a_{1}} este primul termen, {\displaystyle a_{2}} este al doilea termen etc.; {\displaystyle q} este rația progresiei ({\displaystyle q\in \mathbb {R} ^{*}}).

## Proprietăți
Orice termen al unei progresii geometrice este media geometrică între predecesorul și succesorul său:
{\displaystyle b_{k}^{2}=b_{k-1}\cdot b_{k+1}}

## Exemple de progresii geometrice
- (a 1 = 1, q = 2) 1, 2, 4, 8, 16, 32, ...
- (a 1 = 3, q = 3) 3, 9, 27, 81, ...
- (a 1 = 5, q = 2) 5, 10, 20, 40, 80, 160, ...
- (a 1 = 7, q = 10) 7, 70, 700, 7000, ...

### Suma termenilor unei progresii geometrice
Fie {\displaystyle S_{n}} suma primilor {\displaystyle n} termeni ai progresiei geometrice {\displaystyle (a_{k})}.
Dacă {\displaystyle q\neq 1} atunci:
{\displaystyle S_{n}=a_{1}{\dfrac {(1-q^{n})}{1-q}}}
Altfel, dacă {\displaystyle q=1} atunci:
{\displaystyle S_{n}=n\cdot a_{1}}
Demonstrație
{\displaystyle q\cdot S_{n}-S_{n}=q\cdot (a_{1}+a_{2}+a_{3}+...+a_{n})-(a_{1}+a_{2}+a_{3}+...+a_{n}):}
{\displaystyle q\cdot S_{n}-S_{n}=q\cdot a_{1}+q^{2}\cdot a_{1}+q^{3}\cdot a_{1}+...+q^{n}\cdot a_{1}-a_{1}-q\cdot a_{1}-q^{2}\cdot a_{1}-...-q^{n-1}\cdot a_{1}}
{\displaystyle q\cdot S_{n}-S_{n}=q^{n}\cdot a_{1}-a_{1}}
{\displaystyle S_{n}(q-1)=a_{1}(q^{n}-1)}
{\displaystyle \Rightarrow S_{n}=a_{1}{\dfrac {(q^{n}-1)}{q-1}}}, dacă {\displaystyle q\neq 1}.